# Gracie Abrams
Gracie Abrams   (Los Angeles, 7 de setembre de 1999) és una cantautora estatunidenca. Després de signar amb Interscope Records el 2019, va obtenir reconeixement després de publicar el seu primer extended play, Minor (2020), i el següent, This Is What It Feels Like (2021), juntament amb diversos senzills com ara «I Miss You, I'm Sorry». Abrams va publicar el seu àlbum debut, Good Riddance (2023), i va ser nominada al Grammy al millor nou artista. També va actuar com a telonera a la gira Sour Tour d'Olivia Rodrigo (2022) i a l'Eras Tour de Taylor Swift (2023-2024).
El 2023, Abrams va participar en un remix d'«Everywhere, Everything» de Noah Kahan, que va marcar la seva primera entrada al Billboard Hot 100 dels Estats Units. Aquell any també va aparèixer a la llista Forbes 30 Under 30. El seu segon àlbum d'estudi, The Secret of Us (2024), va debutar al número dos del Billboard 200 dels Estats Units i va ser acompanyat pels senzills «Risk», «Close to You», «I Love You, I'm Sorry» i «That's So True»; aquest últim va arribar al número quatre de la llista Billboard Global 200. Abrams va col·laborar amb Swift a la cançó «Us», del mateix àlbum, la qual va ser nominada al premi Grammy a la millor interpretació pop en grup o parella. El 26 de maig de 2025, Abrams va guanyar l'American Music Award al nou artista de l'any.
És filla del productor de cinema J. J. Abrams i la productora de cinema i televisió Katie McGrath.